# Manu Koné
Pour les articles homonymes, voir Koné.
Kouadio Emmanuel Boris Koné, dit Manu Koné, né le 17 mai 2001 à Colombes en France, est un footballeur international français qui évolue au poste de milieu central à l'AS Rome.
Formé au Toulouse FC, Manu Koné y découvre le monde professionnel et la Ligue 1 mais aussi la relégation. Après une demi-saison en Ligue 2, il signe en faveur du Borussia Mönchengladbach mais termine la saison au TFC avec qui il manque de peu la remontée. Il rejoint ensuite l'Allemagne où il passe trois saisons avant de signer à l'AS Rome.
Il est sélectionné en équipe de France A depuis 2024, après avoir été finaliste des Jeux olympiques la même année.

## Biographie

### Toulouse FC
Passé notamment par le Paris FC et l'AC Boulogne-Billancourt, Manu Koné rejoint le centre de formation du Toulouse FC en 2016. Il se blesse malheureusement gravement au pied à son arrivée au club et se retrouve éloigné des terrains durant toute la saison. Il fait partie de l'équipe qui se hisse en finale de l'édition 2018-2019 de la Coupe Gambardella, qui oppose les jeunes du TFC à ceux de l'AS Saint-Étienne le 27 avril 2019. Une rencontre perdue par les jeunes toulousains sur le score de deux buts à zéro.
Le 24 mai 2019, Koné fait sa première apparition avec l'équipe première lors de la dernière journée de la saison 2018-2019 de Ligue 1 face au Dijon FCO. Il est titularisé au poste de milieu offensif axial ce jour-là avant d'être remplacé en deuxième période par Jimmy Durmaz. Le TFC s'incline par deux buts à un lors de cette rencontre. Le 18 décembre 2019, Koné inscrit son premier but en professionnel face à l'Olympique lyonnais lors d'un match de coupe de la Ligue. Son équipe s'incline toutefois par quatre buts à un ce jour-là. Le club est relégué à la fin de la saison, écourtée par la pandémie de Covid-19.
Après le départ de joueurs clés du milieu toulousain comme Ibrahim Sangaré,ou encore Quentin Boisgard, il est appelé à avoir un rôle plus important dans l'effectif toulousain pour la saison 2020-2021. En pratique, il est mis en concurrence ou joue avec Stijn Spierings, Branco van den Boomen, ou alors Brecht Dejaegere. Il a tout-de même un temps de jeu conséquent et réalise de bonnes performances, permettant à son club d'atteindre la deuxième place du classement à la mi-saison . 
Durant ses 6 derniers mois au TFC pour finir la saison après la signature de son contrat, il dispute notamment le match retour de barrages d'accession en Ligue 1 contre Nantes (victoire 0-1), qui sera son dernier match avec le club . À la suite de la défaite 1-2 à l'aller, malgré une égalité sur l'ensemble des deux matchs, le club ne remonte pas en première division en vertu de la règle des buts à l'extérieur.

### Borussia Mönchengladbach
Le 21 janvier 2021, Manu Koné signe un contrat de cinq ans au Borussia Mönchengladbach mais reste au Toulouse FC pour finir la saison.
Koné inscrit son premier but pour le Borussia Mönchengladbach le 27 octobre 2021, lors d'une rencontre de coupe d'Allemagne contre le Bayern Munich. Titulaire, il ouvre le score et participe à la victoire de son équipe (5-0 score final). Le 22 janvier 2022, Koné marque son premier but en Bundesliga face au 1. FC Union Berlin. Titulaire, il inscrit le but égalisateur de son équipe mais Mönchengladbach est battu par deux buts à un.

### AS Rome
Le 30 août 2024, lors du mercato estival, Manu Koné rejoint l'AS Rome. Il signe un contrat de cinq ans, soit jusqu'en juin 2029,.

### En sélection

#### Avec les équipes jeunes
Manu Koné est sélectionné à plusieurs reprises avec l'équipe de France des moins de 18 ans. Il joue trois matchs avec cette sélection en 2019.
En 2019, il joue pour les moins de 19 ans, avec qui il participe aux matchs de qualifications pour le championnat d'Europe des moins de 19 ans 2020. 
En mai 2022, Koné est convoqué pour la première fois avec l'équipe de France espoirs par le sélectionneur Sylvain Ripoll. Il joue son premier match avec les espoirs lors de ce rassemblement, le 2 juin 2022 contre la Serbie. Il entre en jeu à la place d'Eduardo Camavinga lors de ce match remporté par les bleuets par deux buts à zéro,.
Le 3 juin 2024, Thierry Henry le sélectionne dans une pré-liste de 25 joueurs afin de disputer les Jeux olympiques 2024 à Paris avant de le convoquer dans la liste définitive des 18 joueurs le 8 juillet. 

#### Avec l'équipe de France
Le 29 août 2024, Didier Deschamps, sélectionneur de l'Equipe de France, le choisit dans sa liste de 23 joueurs pour disputer les premiers matches de Ligue des nations 2024-25 contre l'Italie et la Belgique, à la suite des blessures d'Eduardo Camavinga et de Khéphren Thuram. C'est le 6 septembre qu'il honore sa première sélection lors d'une confrontation face à l'Italie au Parc des Princes lors d'une défaite trois buts à un .
En mai, il fait partie du groupe de 25 joueurs convoqués pour participer à la phase finale de Ligue des nations. Titulaire lors de la défaite en demi-finale contre l'Espagne, il entre en jeu lors de la petite finale remportée deux buts à zéro contre l'Allemagne.

## Statistiques
| Saison                | Club                     | Championnat           | Championnat | Championnat | Championnat | Coupe nationale | Coupe nationale | Coupe nationale | Coupe de la Ligue | Coupe de la Ligue | Coupe de la Ligue | Compétition(s) continentale(s) | Compétition(s) continentale(s) | Compétition(s) continentale(s) | Compétition(s) continentale(s) | Total | Total | Total |
| Saison                | Club                     | Division              | M.          | B.          | P.d.        | M.              | B.              | P.d.            | M.                | B.                | P.d.              | Comp.                          | M.                             | B.                             | P.d.                           | M.    | B.    | P.d.  |
| 2018-2019             | Toulouse FC              | Ligue 1               | 1           | 0           | 0           | -               | -               | -               | -                 | -                 | -                 | -                              | -                              | -                              | -                              | 1     | 0     | 0     |
| 2019-2020             | Toulouse FC              | Ligue 1               | 13          | 0           | 0           | 1               | 0               | 0               | 2                 | 1                 | 0                 | -                              | -                              | -                              | -                              | 16    | 1     | 0     |
| 2020-2021             | Toulouse FC              | Ligue 2               | 36+3        | 3+1         | 1+0         | 3               | 1               | 0               | -                 | -                 | -                 | -                              | -                              | -                              | -                              | 42    | 5     | 1     |
| Sous-total            | Sous-total               | Sous-total            | 53          | 4           | 1           | 4               | 1               | 0               | 2                 | 1                 | 0                 | -                              | -                              | -                              | -                              | 59    | 6     | 1     |
| 2021-2022             | Borussia Mönchengladbach | Bundesliga            | 27          | 2           | 0           | 2               | 1               | 0               | -                 | -                 | -                 | -                              | -                              | -                              | -                              | 29    | 3     | 0     |
| 2022-2023             | Borussia Mönchengladbach | Bundesliga            | 30          | 1           | 1           | 1               | 0               | 0               | -                 | -                 | -                 | -                              | -                              | -                              | -                              | 31    | 1     | 1     |
| 2023-2024             | Borussia Mönchengladbach | Bundesliga            | 22          | 1           | 0           | 3               | 1               | 0               | -                 | -                 | -                 | -                              | -                              | -                              | -                              | 25    | 2     | 0     |
| 2024-2025             | Borussia Mönchengladbach | Bundesliga            | -           | -           | -           | 1               | 0               | 0               | -                 | -                 | -                 | -                              | -                              | -                              | -                              | 1     | 0     | 0     |
| Sous-total            | Sous-total               | Sous-total            | 79          | 4           | 1           | 7               | 2               | 0               | -                 | -                 | -                 | -                              | -                              | -                              | -                              | 86    | 6     | 1     |
| 2024-2025             | AS Rome                  | Serie A               | 34          | 2           | 1           | 1               | 0               | 0               | -                 | -                 | -                 | C3                             | 10                             | 0                              | 2                              | 45    | 2     | 3     |
| Total sur la carrière | Total sur la carrière    | Total sur la carrière | 166         | 10          | 3           | 12              | 3               | 0               | 2                 | 1                 | 0                 | -                              | 10                             | 0                              | 2                              | 190   | 14    | 5     |

## En sélection nationale
| Saison                | Sélection             | Phases finales              | Phases finales | Phases finales | Phases finales | Éliminatoires | Éliminatoires | Éliminatoires | Ligue des nations | Ligue des nations | Ligue des nations | Matchs amicaux | Matchs amicaux | Matchs amicaux | Total | Total | Total |
| Saison                | Sélection             | Compétition                 | M              | B              | Pd             | M             | B             | Pd            | M                 | B                 | Pd                | M              | B              | Pd             | M     | B     | Pd    |
| --------------------- | --------------------- | --------------------------- | -------------- | -------------- | -------------- | ------------- | ------------- | ------------- | ----------------- | ----------------- | ----------------- | -------------- | -------------- | -------------- | ----- | ----- | ----- |
| 2024-2025             | France                | Ligue des nations 2024-2025 | 2              | 0              | 0              | -             | -             | -             | 6                 | 0                 | 0                 | -              | -              | -              | 8     | 0     | 0     |
| Total sur la carrière | Total sur la carrière | Total sur la carrière       | 2              | 0              | 0              | -             | -             | -             | 6                 | 0                 | 0                 | -              | -              | -              | 8     | 0     | 0     |

### Liste des matchs internationaux
| Matchs internationaux de Manu Koné | Matchs internationaux de Manu Koné | Matchs internationaux de Manu Koné                | Matchs internationaux de Manu Koné | Matchs internationaux de Manu Koné | Matchs internationaux de Manu Koné | Matchs internationaux de Manu Koné                                    |
|                                    | Date                               | Lieu                                              | Adversaire                         | Résultat                           | Compétition                        | Notes                                                                 |
| ---------------------------------- | ---------------------------------- | ------------------------------------------------- | ---------------------------------- | ---------------------------------- | ---------------------------------- | --------------------------------------------------------------------- |
| 1.                                 | 6 septembre 2024                   | Parc des Princes, Paris, France                   | Italie                             | 1 - 3                              | Ligue des nations 2024-2025        | Entre en jeu à la place de Youssouf Fofana à la 58e minute de jeu.    |
| 2.                                 | 9 septembre 2024                   | Parc Olympique lyonnais, Décines-Charpieu, France | Belgique                           | 2 - 0                              | Ligue des nations 2024-2025        | Titulaire.                                                            |
| 3.                                 | 14 octobre 2024                    | Stade Roi Baudouin, Bruxelles, Belgique           | Belgique                           | 1 - 2                              | Ligue des nations 2024-2025        | Titulaire.                                                            |
| 4.                                 | 17 novembre 2024                   | Stade San Siro, Milan, Italie                     | Italie                             | 1 - 3                              | Ligue des nations 2024-2025        | Titulaire.                                                            |
| 5.                                 | 20 mars 2025                       | Stade de Poljud, Split, Croatie                   | Croatie                            | 2 - 0                              | Ligue des nations 2024-2025        | Entre en jeu à la place de Mattéo Guendouzi à la 84e minute de jeu.   |
| 6.                                 | 23 mars 2025                       | Stade de France, Saint-Denis, France              | Croatie                            | 2 - 0 5-4 t.a.b                    | Ligue des nations 2024-2025        | Titulaire et remplacé par Warren Zaïre-Emery à la 111e minute de jeu. |
| 7.                                 | 5 juin 2025                        | MHPArena, Stuttgart, Allemagne                    | Espagne                            | 5 - 4                              | Ligue des nations 2024-2025        | Titulaire.                                                            |
| 8.                                 | 8 juin 2025                        | MHPArena, Stuttgart, Allemagne                    | Allemagne                          | 0 - 2                              | Ligue des nations 2024-2025        | Entre en jeu à la place d'Aurélien Tchouaméni à la 69e minute de jeu. |

## Palmarès

### En équipe nationale
Manu Koné est médaillé d'agent lors Jeux olympiques de 2024.
Avec l'équipe de France, il compte six sélections et termine troisième de la Ligue des nations en 2025.
| France olympique                                | France                                     |
| ----------------------------------------------- | ------------------------------------------ |
| - Jeux Olympiques : - Médaillé d'argent en 2024 | - Ligue des nations : - Troisième en 2025. |

## Décorations
- Chevalier de l'ordre national du Mérite (décret du 23 septembre 2024)[1]